# Vídeňská melange

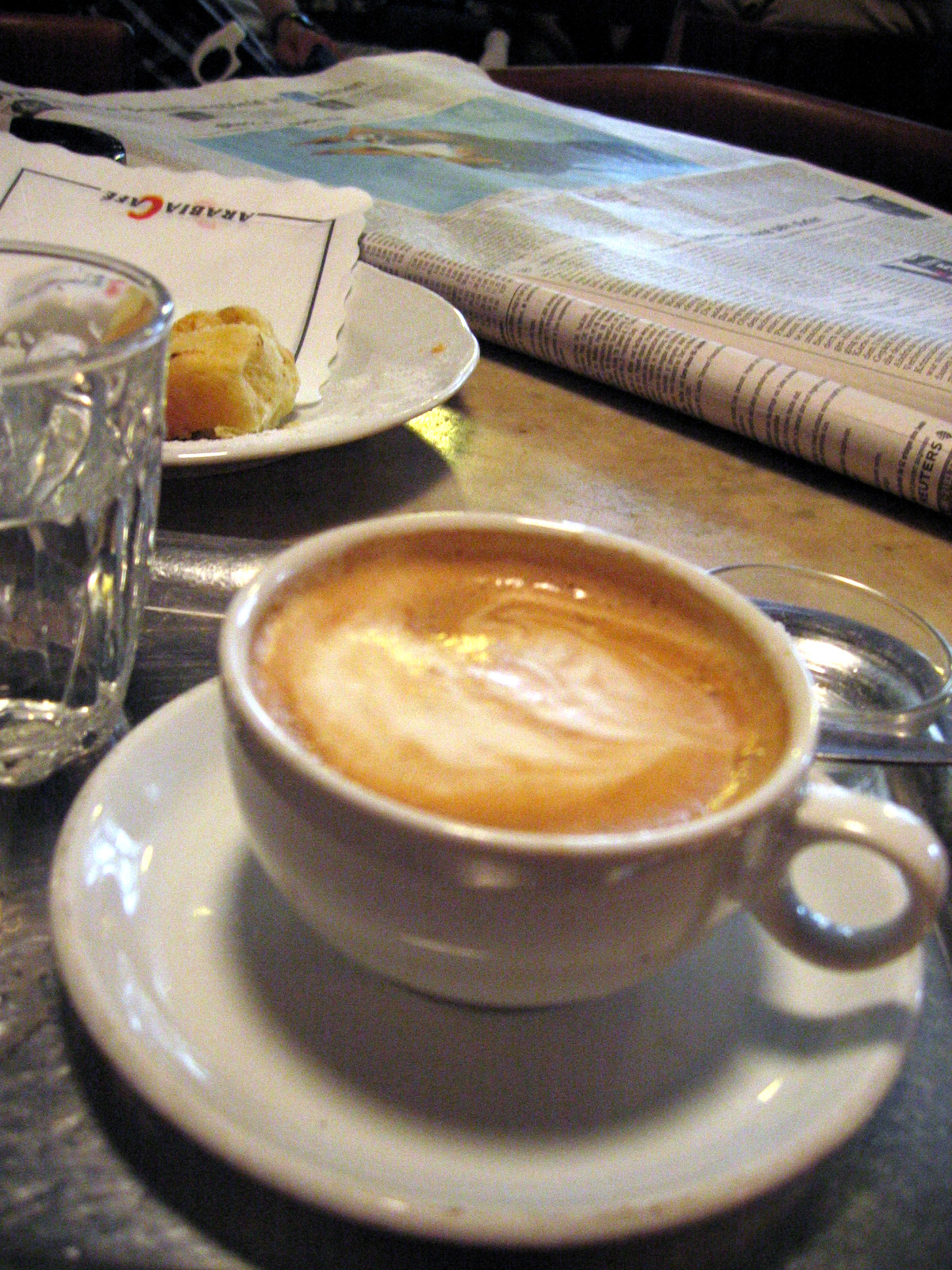
Vídeňská melange podávaná ve Vídni

Vídeňská melange (německy Wiener Melange) je kávový nápoj původem z Vídně, jeden ze způsobů přípravy tzv. vídeňské kávy.
Skládá se z černé kávy s horkým mlékem a mléčnou pěnou navrchu, ve velkém šálku. Tradičně jej připravuje například vídeňská kavárna Café Sperl.